# جوزيف دوفريسن
جوزيف دوفريسن هو سياسي كندي، ولد في 2 فبراير 1805، وتوفي في 5 نوفمبر 1873 في كيبك في كندا. نشط حزبياً في حزب كندا المحافظ. وقد انتخب عضو مجلس العموم الكندي.